# Niesaselkä
Niesaselkä är en kulle i Finland. Den ligger i Kolari kommun i landskapet Lappland, i den norra delen av landet, 800 km norr om huvudstaden Helsingfors. Toppen på Niesaselkä är 370 meter över havet.
Terrängen runt Niesaselkä är huvudsakligen platt, men den allra närmaste omgivningen är kuperad. Trakten runt Niesaselkä är nära nog obefolkad, med mindre än två invånare per kvadratkilometer. Närmaste större samhälle är Kolari kyrkoby, 17,9 km sydväst om Niesaselkä. 